# Médiathèques de Brest
Le réseau des médiathèques de Brest est constitué de huit établissements répartis dans les différents quartiers de Brest. Il met à la disposition de chacun plus de 700 000 documents sur différents supports : livres, journaux et revues, CD, partitions, DVD, tablettes et livres numériques, consultables librement et gratuitement. Ouverte en janvier 2017, la médiathèque François-Mitterrand – Les Capucins devient le plus grand site des bibliothèques municipales et contribue à la rénovation urbaine de la rive droite de la Penfeld.

## Histoire
Le dépôt littéraire de Brest est créé en 1794 par décret de la Convention. Il est constitué par les collections confisquées à l'abbaye de Saint-Mathieu, aux Carmes de Brest et aux Capucins de Recouvrance,. Les ouvrages sont déposés dans la maison dite « Bureau des Marchands », devenue propriété nationale. À la fin de la Révolution française, « Le catalogue des objets échappés au vandalisme » de Cambry en 1794-1795 indique 26 000 volumes pour Brest, chiffre peut-être excessif, mais qui est celui indiqué comme composant le fonds de la bibliothèque du district en 1800 dans un ouvrage publié en 1876 sur l'histoire de la ville. Les collections confisquées sont triées et classées au dépôt de Brest par l’abbé Jacques Béchennec (1726-1804), aumônier de l’Intendance de la Marine et grand collectionneur de coquillages, et par Duval Le Roy, professeur de mathématiques à l’école du port de Brest. L'abbé Béchennec, ancien prêtre assermenté et ancien fonctionnaire sous la Terreur, bibliophile et auteur d'un cabinet de curiosité remarqué,, en devient le premier bibliothécaire.
En 1801, le premier catalogue rédigé par l'abbé Béchennec indique 2 500 volumes (plus 3 100 mis de côté) car les documents mentionnés en 1794-1795 ont été réclamés et remis à leurs propriétaires d'origine, voire vendus, certains manuscrits ayant même été transformés en gargousses, voire récupérés par l'abbé lui-même en compensation de l'absence de traitement. En 1802, le préfet autorise le conseil municipal à reverser des fonds (prélevés sur le bénéfice des octrois) et les 5 600 listés dans le catalogue de Cambry pour reconstituer la bibliothèque. Mais à sa mort en 1804, l'abbé Béchennec n'est pas remplacé. En 1812, à la suite de divers prélèvements autorisés par d'autres institutions locales comme pour la Marine, l'hospice civil, l'évêché ou l'Ecole Centrale, le nombre de volumes tombe à 750.
La reconstitution de la bibliothèque semble remonter à 1833 sur volonté municipale avec des dons (dont 9 volumes donnés par Adolphe Thiers) et des tentatives - souvent vaines - de récupérer des documents prélevés (notamment à l'évêché). Le premier poste de bibliothécaire-archiviste est créé en 1843 pour le poète Hippolyte Violeau, qui ne semble pas le plus enthousiaste à cette fonction et qui quitte ses fonctions l'année suivante. En 1846, Fleury réalise le premier catalogue raisonné et méthodique de la bibliothèque et des archives (les deux étant encore liées) et un premier historique de la bibliothèque. La municipalité mène une politique d'achats active et ouvre une salle de lecture dans les combles de l'hôtel de ville en 1850. A cette date, elle gère environ 5 000 volumes, fonds régulièrement enrichi : le succès étant au rendez-vous, la salle de lecture est transférée dans une galerie de la halle aux blés, à proximité du musée, avec 24 000 volumes en 1853 (et plus de 16 500 lecteurs inscrits et plus de 19 500 prêts sur place en 1864 car "aucun ouvrage ne sortira de la bibliothèque" selon le règlement de cette année). Le règlement stipule que "les employés devront refuser aux jeunes gens les ouvrages dont la lecture pourrait être dangereuse", que "le silence le plus absolu doit être conservé", que "les personnes qui se présenteront à la bibliothèque devront être proprement vêtues" et que "les enfants ne seront point admis". Les "séances du soir" accueillent 50 lecteurs en moyenne. La bibliothéconomie se professionnalise : impression du catalogue, premier récolement, réalisation des fiches catalographiques, enregistrement de chaque don et legs qui restent très nombreux. En 1898, la bibliothèque compte 56 000 volumes. Dès 1873, le responsable fait état des découpages de gravures dans les livres et des problèmes avec les scolaires.
En 1912, la bibliothèque est ouverte du mardi au samedi, de 10h à 18h de juin à septembre, de 10h à 17h les autres mois, avec une ouverture supplémentaire de 19h à 22h. L'équipe se compose de 4 personnes. Mais le prêt à domicile ne s'effectue encore que sur autorisation expresse du maire, sur proposition du bibliothécaire : il ne sera mentionné que dans le règlement de 1907, car la fonction première est celle d'une bibliothèque d'étude (le prêts de romans relevant des cabinets de lecture et des bibliothèques populaires).  
Dans le seconde moitié des années 1930, le nombre d'inscrits augmente mais reste inférieur à 250. Un fonds destiné aux enfants est mentionné. En 1938 débutent des évacuations par crainte des menaces croissantes de guerre, en priorisant les ouvrages et documents les plus précieux (car en 1939, la bibliothèque compte 120 000 documents), conservés dans plusieurs lieux successifs, soit 3 à 4 000 volumes. Une partie importante des collections reste non cataloguée. Un état des lieux de la lecture publique en 1940 ne dénombre pas moins de 40 bibliothèques à Brest : en plus de la bibliothèque municipale, 4 bibliothèques populaires, des bibliothèques d'administrations, des bibliothèques privées, des bibliothèques paroissiales, des cabinets de lecture chez les libraires...

En avril et en juillet 1941, la bibliothèque (ainsi que le musée) est détruite une première fois par des bombardements. Malgré les sauvetages (seuls 200 ouvrages précieux sont sauvés), les subventions, la récupération des fonds des bibliothèques populaires, l'aide de l'association des amis de la bibliothèque (fondée en 1943), le changement de lieu et les dons, ses collections en cours de reconstitution par l'énergique Geneviève d'Harcourt (en poste depuis 1939 jusqu'en 1943) sont à nouveau détruites par un second bombardement lors du siège de Brest en août 1944. L'intensité des combats empêchent une mise à l'abri complète des collections, à part un millier de volumes : avec ceux non détruits et récupérés, il est probable que 3 à 4 000 ouvrages ont pu être sauvés.

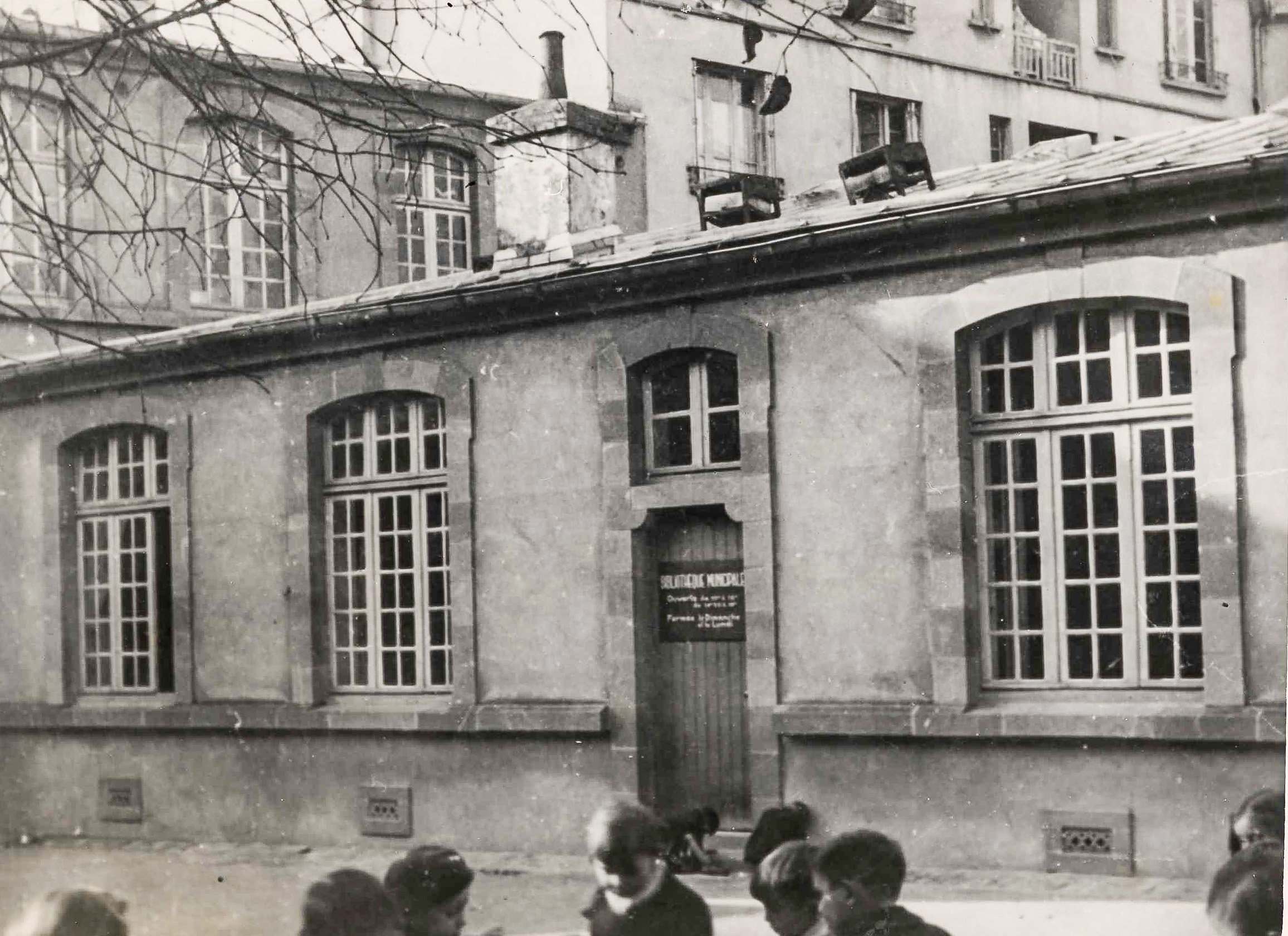
Bibliothèque municipale provisoire installée dans deux classes d'une école maternelle 6 rue Bugeaud en 1941, après les bombardements de la halle aux blés.

Après la guerre, la bibliothèque reconstitue ses collections par dons (parfois étrangers) et rachats, en étant hébergée dans deux baraques provisoires. Le règlement de 1942 reste en vigueur jusqu'en 1975. Un projet de nouvelle bibliothèque moderne et sécurisée est proposé en 1943 mais il faut attendre 1954 pour entreprendre la construction d'un nouveau bâtiment pour la bibliothèque centrale, commencé en 1954 et inauguré en 1957 sur le plans de la direction des bibliothèques de France et dont la première pierre fut posée par Julien Cain.  Après le passage bref mais intense de J. Watelet fin 1953-1954 (reprise des acquisitions patrimoniale, début du déménagement, projet de bibliothèque pour enfants et d'une discothèque, recherche de postes supplémentaires et d'amélioration des conditions de travail, atelier de reliure), Odette Dourver prend la direction de la bibliothèque de 1955 à 1968.
Le nouveau bâtiment est moderne : il comprend une salle d'exposition (jamais achevée et vite transformée en bibliothèque universitaire), une bibliothèque pour enfants ouverte le jeudi (avec terrasse extérieure) et même pour adolescents, une salle de prêt en accès direct, une salle du fonds breton. La bibliothèque est ouverte 7 heures par jour, tous les jours sauf le lundi et en août. Un prêt collectif aux enseignants existe. L'essor de la lecture publique se constate dès les années 1950 (1 300 inscrits en 1953), au point de poser dès cette décennie des problèmes d'exiguïté du nouveau bâtiment et de sous-effectif (8 postes en 1960). Mais le dynamisme global fait classer Brest dans la 1e catégorie des bibliothèques publiques et comme établissement de référence. Dès l'ouverture, des expositions sont régulièrement organisées. Un bibliobus, projet récurrent, est inauguré en 1966, qui remporte rapidement un succès.
En 1968, le nouveau directeur (Jacques Pons) inaugure le deuxième bibliobus et obtient l'accord pour les constructions des annexes de Bellevue, de Saint-Marc et de Lambézellec, qui s'ajoutent aux bibliothèques de quartier des Quatre-Moulins et de Saint-Martin. Il obtient des postes supplémentaires indispensables à la croissance du service.

## Sites du réseau des médiathèques de Brest
- Médiathèque François-Mitterrand - Les Capucins
- Médiathèque de Bellevue
- Médiathèque de la Cavale Blanche
- La Médiathèque Jo Fourn - Europe : Créée en 1978 au cœur du quartier de Pontanezen[7] par l'architecte de la reconstruction brestoise Alberto Cortellari[8]. En 1998, elle prend le nom d'un militant associatif, syndical et politique, conseiller municipal de Brest de 1983 à 1989  très actif à la création du quartier[9]. Elle ferme ses portes en juin 2000 à la suite d'un incendie criminel, le service perdure dans un local annexe jusqu'à sa réouverture en juillet 2002, inaugurée par Azouz Begag.
- Médiathèque de Lambézellec : la bibliothèque annexe ouvre en 1971 dans les murs de la mairie de quartier. La médiathèque actuelle de Lambézellec ouvre en 1996, au sein du nouvel îlot pensé par l'architecte Edith Girard.  Elle accueille dans son hall d'entrée une œuvre imaginée par l'artiste Henri-Pierre Deroux[10].
- Médiathèque des Quatre-Moulins : elle succède à la bibliothèque populaire de Recouvrance (devenue municipale en 1954).
- Médiathèque de Saint-Marc : inaugurée en 1972, elle déménage dans ses locaux actuels en 1988.
- Médiathèque de Saint-Martin : la bibliothèque Guérin fonctionne depuis 1934 dans une école communale rue Bugeaud. Non touchée par les bombardements et municipalisée en 1954, elle emménage dans l'ancienne école des filles rue Duret de 1971 à 2002, puis elle ouvre place Guérin en 2003.

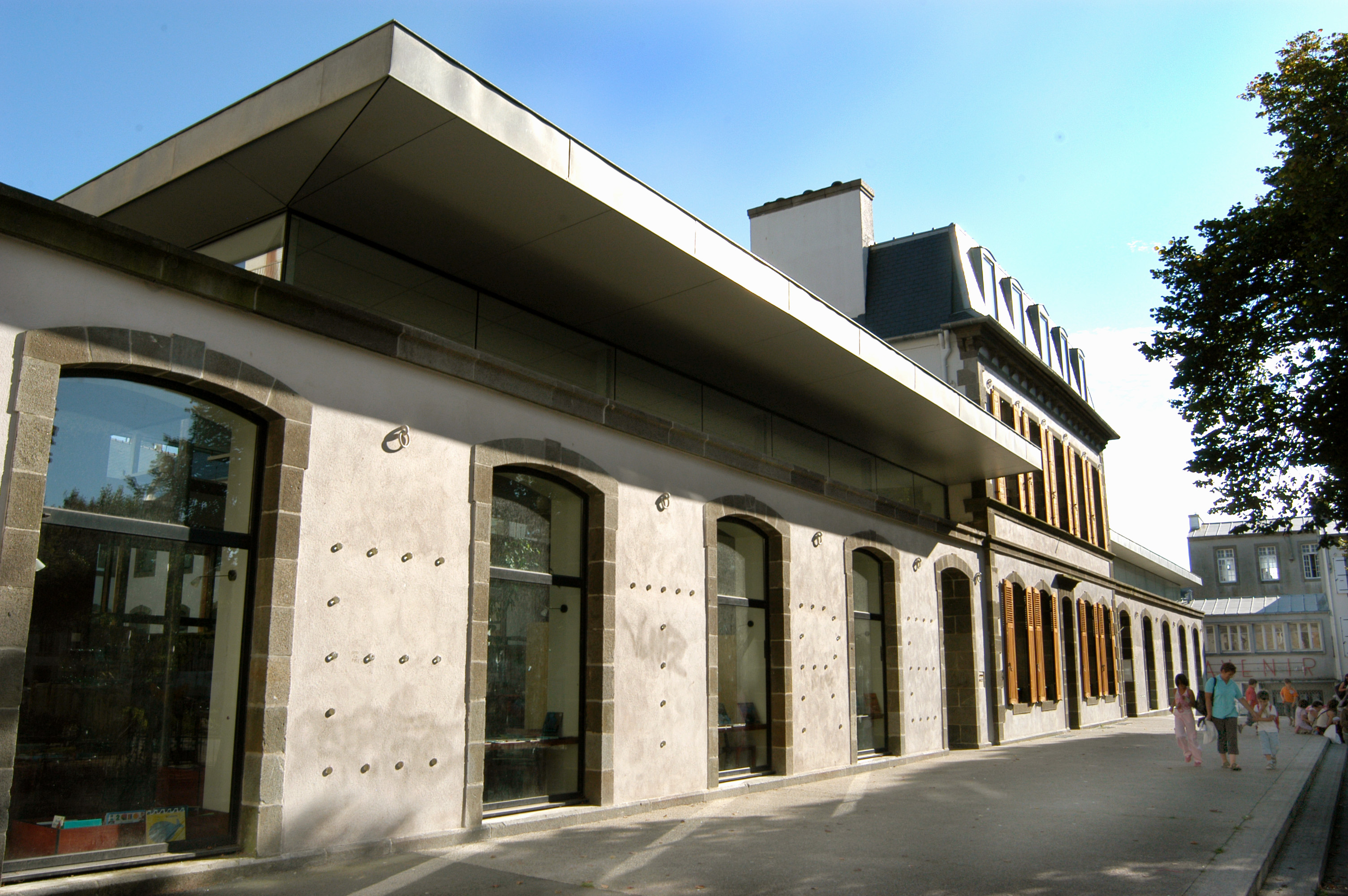
Façade de la médiathèque de Saint-Martin.

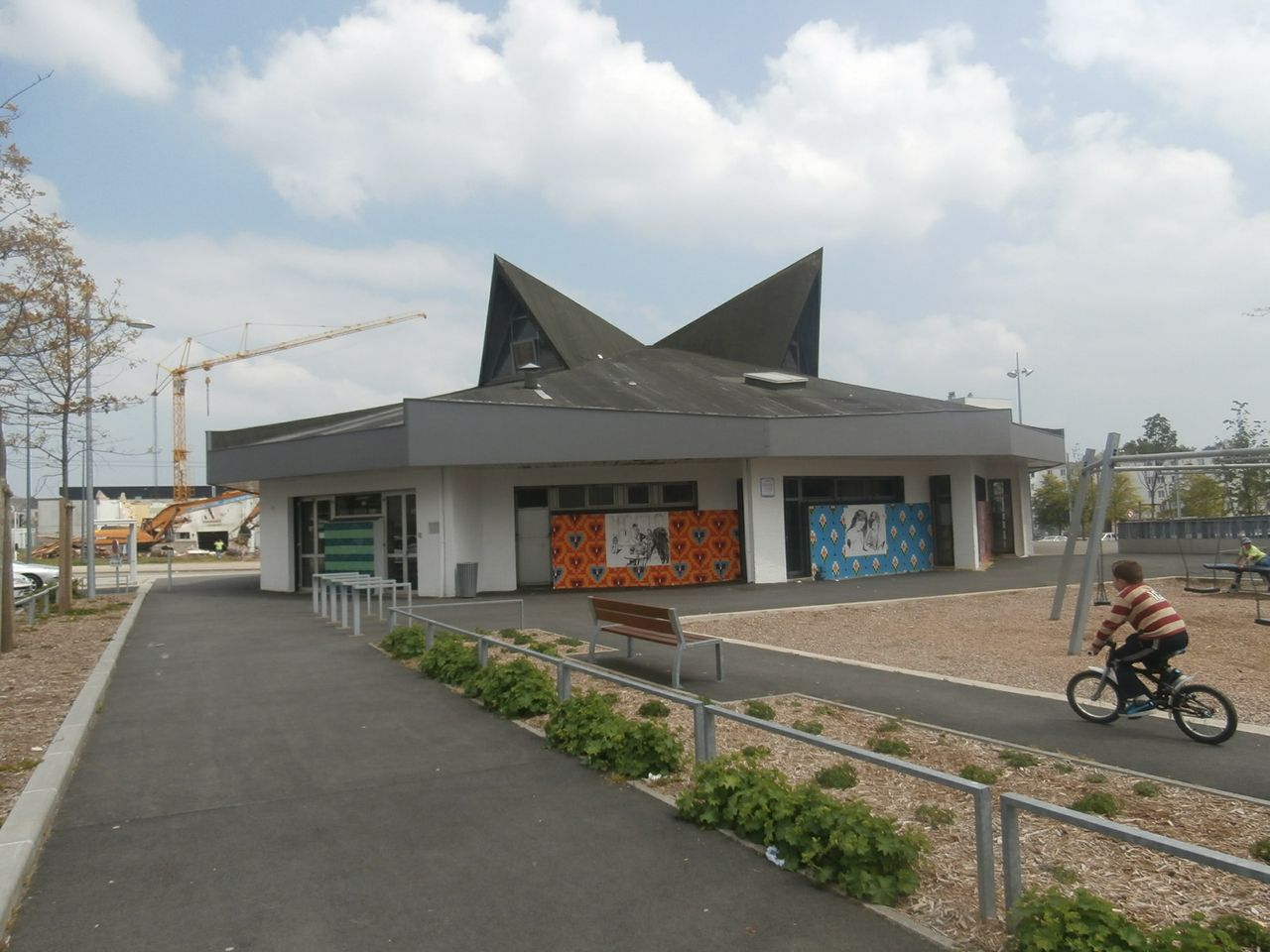
Médiathèque Jo Fourn - Europe
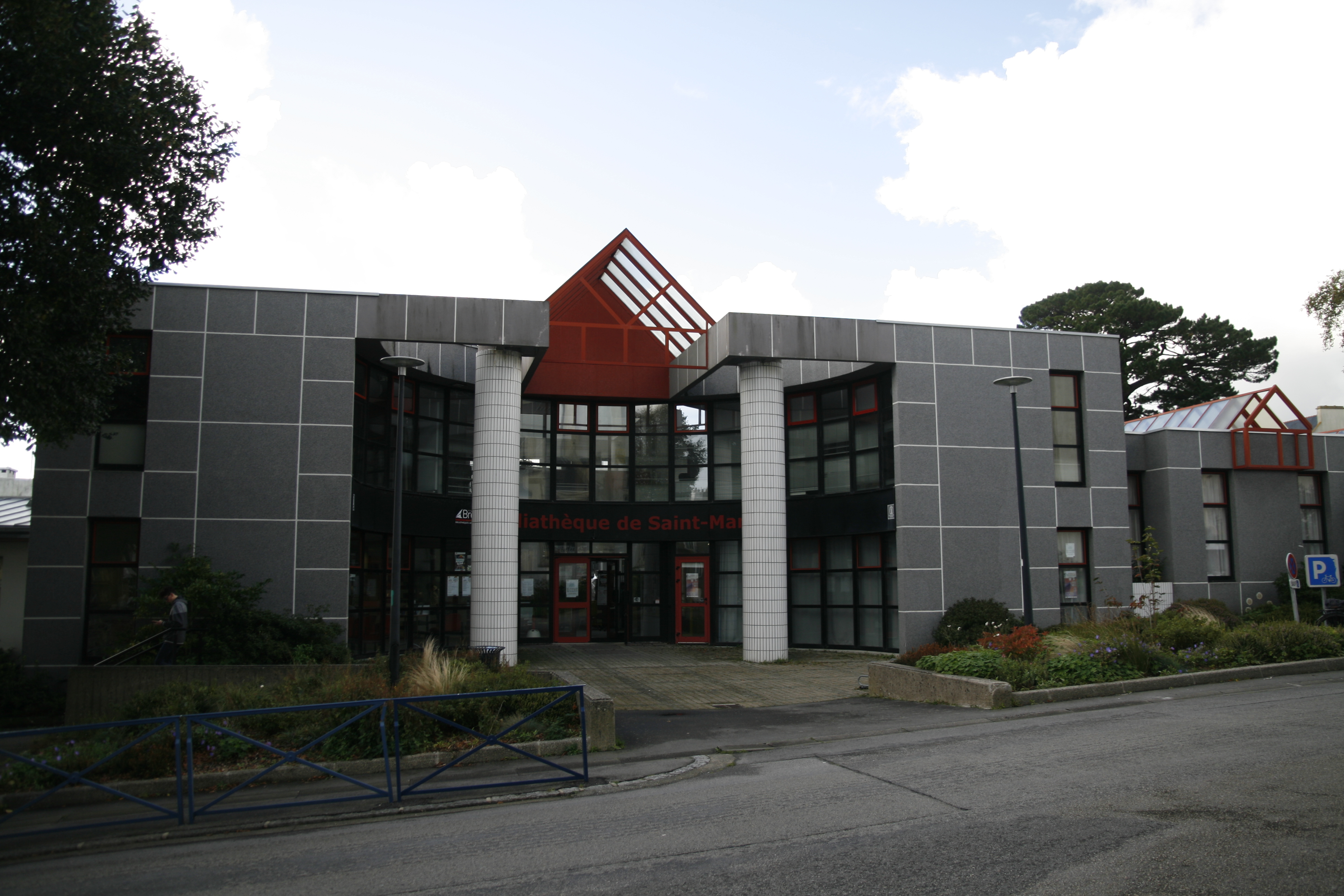
Médiathèque Saint-Marc

## Collections patrimoniales
Les collections patrimoniales du réseau des médiathèques de Brest sont conservées à la médiathèque François Mitterrand - les Capucins.
Ces  collections rassemblent  11 000 documents, rares ou précieux, du XVe siècle au XXIe siècle comprenant 7 incunables, 200 manuscrits, près de 200 livres d’artiste ainsi que 3000 volumes de journaux, essentiellement du XIXe siècle. Les fonds numérisés sur le site Internet Yroise sont le reflet des fonds conservés physiquement dans la réserve patrimoniale.
Le fonds patrimonial est valorisé par la bibliothèque numérique Yroise, ouverte en 2021, sur le modèle des "marques blanches" de Gallica de la BnF. Cette bibliothèque a été financée par le programme Bibliothèque Numérique de Référence (phase 1) du Ministère de la Culture.

## Expositions
Les médiathèques organisent périodiquement des expositions, comme la Recouvrance, le monde de Jim Sévellec, Imaginaires, les rivalités dans le football à Brest etc.